# .kh
.kh és el domini de primer nivell territorial (ccTLD) de Cambodja. L'administra el Ministeri de Correus i Telecomunicacions de Cambodja. El nom del domini prové del grup ètnic majoritari de Cambodja, els khmers.
Només poden registrar-hi noms de domini les empreses registrades a Cambodja i els ciutadans cambodjans.

## Dominis de segon nivell
- per.kh - Noms personals.
- com.kh - Entitats comercials.
- edu.kh - Institucions educatives.
- gov.kh - Entitats governamentals.
- mil.kh - Entitats militars.
- net.kh - Infraestructura de xarxa.
- org.kh - Organitzacions no comercials.